# Grad Dublin
Dublinski grad (irsko Caisleán Bhaile Átha Cliath) na ulici Dame Street v Dublinu na Irskem je bil do leta 1922 sedež uprave vlade Združenega kraljestva na Irskem in je zdaj glavni irski vladni kompleks. Večina je iz 18. stoletja, čeprav je bil grad zgrajen že v obdobju kralja Ivana, prvega gospodarja Irske. Grad je bil sedež angleške, nato pa britanske vlade Irske pod gospostvom Irske (Lordship of Ireland − 1171−1541), kraljevino Irsko (1541−1800) in kot Združeno kraljestvo Velike Britanije in Irske (1800−1922) .
Po podpisu anglo-irske pogodbe decembra 1921 je bil kompleks slovesno predan novo ustanovljeni začasni vladi, ki jo je vodil Michael Collins .
Grad je danes glavna turistična zanimivost in konferenčni prostor. Stavba se uporablja tudi za državne večerje (zadnja za kraljico Elizabeto II. leta 2011) in slovesno umestitvijo predsednika Irske.

## Vloga
Dublinski grad je imel v zgodovini vrsto vlog. Prvotno je bil zgrajen kot obrambna utrdba za normansko mesto Dublin, kasneje pa se je razvil v kraljevo rezidenco, v kateri je živel namestnik ali podkralj Irske, predstavnik monarhije. Svoje pisarne je imel tudi drugi vodja uprave Dublinskega gradu, to je bil glavni tajnik Irske. V preteklih letih so se na gradu sestajali člani parlamenta in sodišča, preden so se preselili v nove namenske prostore. Prav tako se je uporabljal kot vojaški garnizon. »Katoliški grad« je bil žaljiv izraz za katolike, za katere je veljalo, da so preveč prijazni ali da podpirajo britansko upravo.
Po ustanovitvi Irske svobodne države leta 1922 je grad začasno prevzel vlogo štirih sodišč, katerih stavba je bila med državljansko vojno poškodovana. Ta ureditev je trajala desetletje.
Leta 1938 je bila v gradu slovesna umestitev prvega predsednika Irske Douglasa Hyda in od takrat je ta slovesnost vedno v gradu. V njem so tudi uradni državni obiski, pa tudi neuradni zunanji obiski, državni banketi vladnih politik, je tudi osrednji kraj dogajanja med irskim predsedovanjem Evropski uniji približno vsakih 10 let. Za evropsko predsedovanje leta 1990 in 2013 sta bili urejeni konferenčni dvorani Hibernia in Printworks.

## Zgodovina
Dublinski grad je bil prvič zgrajen kot veliko obrambno delo Meilerja Fitzhenryja po ukazih kralja Ivana Brez dežele leta 1204. Po normanskem vdoru na Irsko leta 1169 je bilo ukazano, naj se zgradi grad z močnim obzidjem in velikimi jarki, da bo varoval mesto, upravljanje pravic in kraljevo zakladnico . Grad je bil večinoma dokončan do leta 1230. Značilna je bila  zasnova normanskega dvorišča z osrednjim trgom brez bivalno-obrambnega stolpa (keep), ki je bil na vseh straneh omejen z visokimi obrambnimi zidovi in zaščiten v vsakem kotu s krožnim stolpom. V jugovzhodnem delu normanskega Dublina je grad postavil še en vogal zunanjega oboda mesta, pri čemer je bila na dveh drugih straneh reka Poddle naravna obramba. Mestno obzidje je bilo neposredno naslonjeno na severovzhodni grajski Smodniški stolp (Powder Tower) in se je razprostiralo severno in zahodno okoli mesta, preden se je ponovno pridružilo gradu pri jugozahodnem Berminghamskem stolpu. Leta 1620 je bil v Angliji rojen sodnik Luke Gernon močno začuden nad njim: »veliko in mogočno obzidje, štirikotno in neverjetno debelo«.
Reko Poddle so preusmerili v mesto skozi arkade, kjer je obzidje prišlo do gradu, in umetno poplavljali obrambne jarke mestne utrdbe. Ena od arkad in del stene sta ohranjena, pokopana pod stavbami iz 18. stoletja in odprta za javnost.
V srednjem veku so se razvile in spremenile lesene stavbe na grajskem trgu, najpomembnejša pa je Velika dvorana, zgrajena iz kamna in lesa, ki se je uporabljala kot parlamentarna hiša, sodišče in banketna dvorana. Stavba je preživela do leta 1673, ko je bila v požaru poškodovana in kmalu nato porušena. Grajska sodna dvorana (Court of Castle Chamber, irsko sodišče posebnih pristojnosti, ki je delovalo v 16. in 17. stoletju), irski ustreznik angleški zbornici (Star Chamber), je bila v Dublinskem gradu v sobi, ki je bila posebej zgrajena okoli leta 1570. Grad je leta 1684 ponovno poškodoval požar. Obsežna obnova ga je preoblikovala iz srednjeveške trdnjave v gregorijansko palačo. Danes ni več sledi srednjeveških stavb, razen velikega Arhivskega stolpa (Record Tower) (približno 1228−1230); je edini preostali stolp prvotne utrdbe, njegov parapet pa je iz zgodnjega 19. stoletja.
General Joseph Holt iz Družbe združenih Ircev, udeleženec vstaje leta 1798, je bil zaprt v Berminghamskem stolpu, preden je bil leta 1799 prepeljan v Novi Južni Wales.
Leta 1884 so bili častniki na gradu v središču senzacionalnega homoseksualnega škandala, ki ga je irski nacionalistični politik William O'Brien opisal v časopisu United Ireland.
Leta 1907 so bili z gradu ukradeni irski kronski dragulji. Sum je padel na častnika sira Arthurja Vicarsa, vendar so govorice o njegovi homoseksualnosti in povezavah z družbeno pomembnimi geji v Londonu ogrozile preiskavo. Nakit nikoli ni bil najden. 
Na samem začetku velikonočnega upora leta 1916 je sili 25 pripadnikov irske državljanske vojske uspelo izkoristiti vhod in stražarnico gradu, preden so prispele okrepitve za majhen garnizon. [8] Med anglo-irsko vojno je bil grad živčni center britanskega boja proti irskemu separatizmu. V noči krvave nedelje leta 1920 so bili tam mučeni in ubiti trije člani irske republikanske vojske: Dick McKee, Conor Clune in Peadar Clancy. 
Ko je nastala Irska svobodna država leta 1922, Dublinski grad ni bil več upravni sedež. Več let je bil začasno sodišče (Štiri sodišča, Four Courts), sedež irskega sistema sodišč, so bila uničena leta 1922). Ko so sodišča izpraznila prostore, je bil grad uporabljen za državne slovesnosti. Éamon de Valera je kot predsedujoči izvršnega sveta prejel poverilna pisma veleposlanikov, ki so prispeli na Irsko v 1930-ih, v imenu kralja Jurija V. Leta 1938 je bil na gradu Douglas Hyde slovesno razglašen za predsednika Irske. Tudi naslednji predsedniki v letih 1945, 1952, 1959, 1966, 1973, 1974, 1976, 1983, 1990, 1997 in 2011 so bili razglašeni na gradu. V gradu so se poslovili od predsednika Erskina Hamiltona Childersa novembra 1974 in nekdanjega predsednika Éamona de Valera septembra 1975.
Grad je turistična znamenitost, po večji prenovi pa se uporablja tudi kot konferenčni center. Med predsedovanjem Irske Evropski uniji je bilo v njem veliko srečanj Evropskega sveta. Kripta Kraljeva kapela se zdaj uporablja kot umetniški center, občasni koncerti pa so na grajskem posestvu. Kompleks stavb je navadno odprt za javnost, razen ob državnih dogodkih.
Dublinski grad vzdržuje Urad javnih gradenj, med drugim hiše uradnikov agencije za prihodke v zgradbi iz 20. stoletja na koncu gradu, nekatere dele urada javnih del v samem starem hlevu območja in nekatere naloge Garde Síocháne  (policije).
V grajskem kompleksu je knjižnica Chesterja  Beattyja, in to v namensko zgrajenem objektu in muzeju.

## Državni prostori
Državni apartmaji, ki so v južni skupini zgradb zgornjega dvorišča, imajo sobe, ki jih je prej uporabljal podkralj za osebno nastanitev in javne zabave med grajsko sezono [12]. Danes te bogato opremljene sobe uporablja irska vlada za uradne dejavnosti, vključno s političnimi predstavitvami, ob državniških obiskih in umestitvijo predsednika vsakih sedem let. Glavne sobe državnih prostorov so:
Dvorana svetega Patrika
To je največja soba in ena najpomembnejših po okrasju notranjosti na Irskem. Prej je bila dvorana uprave podkralja, danes se soba uporablja za predsedniške inavguracije. Je med najstarejšimi prostori v gradu, izhaja iz 1740-ih, čeprav je okrasje v glavnem iz okoli 1790, vključno z najpomembnejšim poslikanim stropom, ki ga je izdelal Vincenzo Valdre (1742−1814). Strop je sestavljen iz treh plošč, prikazuje kronanje kralja Jurija III., svetega Patrika, ki uvaja krščanstvo na Irsko, in kralja Henrika II., ki sprejema prošnjo irskih voditeljev. 18. maja 2011 je bila v dvorani državna večerja irskega predsednika ob obisku kraljice Elizabete II. na Irskem.
Po osvoboditvi Irske cerkve leta 1871 se je red svetega Patrika, irski viteški red, preselil iz stolnice svetega Patrika v dvorano svetega Patrika. V prostoru so prapori in grbi vitezov, ki so živeli v obdobju irske neodvisnosti.
Prestolna soba
V 1740-ih je bila zgrajena kot dvorana Battleaxe, nato pa je bila leta 1790 spremenjena sprejemnico. Kraljevsko okrasje je iz tega časa in iz sprememb v 1830-ih letih. Tu je prestol, narejen za obisk kralja Jurija IV. na Irskem leta 1821.
Sprejemnica
Zgrajena je bila v 1830-ih kot glavna sprejemna soba podkralja in njegovega gospodinjstva, danes je ta soba rezervirana za sprejem tujih dostojanstvenikov. Prostor je bil leta 1941 v glavnem uničen in z manjšimi spremembami obnovljen med letoma 1964 in 1968, pri čemer so bile uporabljene rešena  oprema ter napeljave.
Jedilnica
Imenuje se tudi Galerija slik, prej znana kot jedilnica, je najstarejša soba na gradu in v glavnem ohranja svoje prvotno okrasje, ki je v preteklih letih ušlo velikim spremembam in požarom. Datira iz obdobja lorda Chesterfielda v 1740-ih in je bila namenjena za jedilnico za večerje, pridružena dvorani svetega Patrika in kot osebna jedilnica. Danes se soba še vedno uporablja za jedilnico, ko so v dvorani konference.
Spalnice
Ta nekdanji zasebni del podkralja je bil zgrajen kot pet med seboj povezanih sob, ki tečejo vzdolž hrbtne strani stavbe, in hodnikom, ki ga ločuje od državnega hodnika. Sobe, ki so bile popolnoma obnovljene v 1960-ih letih po požaru leta 1941, ohranjajo prvotno zaporedje in se danes  uporabljajo kot pomožni saloni in sejne sobe za glavne apartmaje. Zadnja državna osebnost v kraljevskih spalnicah je bila Margaret Thatcher, ki je skupaj s svojim možem Dennisom preživela večer na enem od srečanj Evropskega sveta v 1980-ih.
Slovesni hodnik
Najizrazitejši arhitekturni prostor državnih prostorov, globoko oblikovan hodnik, je bil prvotno zgrajen okoli leta 1758 po načrtih generalnega nadzornika Thomasa Eyra. Temelji na hodniku iz zgodnjega 18. stoletja Edwarda Lovetta Pearca v nekdanji parlamentarni hiši na kolidžu Green in se ponaša z vrsto obokov in lokov, ki so bili prvotno osvetljeni. Na žalost je bilo po popolni prenovi hodnika v 1960-ih nad strešnimi okni zgrajeno pisarniško nadstropje zaradi poravnave z rekonstrukcijo sosednje jedilnice. V hodniku so natančni odlitki iz mavca detajlov lokov in izvirni vratni podboji in kamini, ki so bili shranjeni pred obnovo.

## Stolpi
Grad ima stolpe na dveh vogalih; drugi stolpi, ki so nekoč bili, niso ohranjeni.
Berminghamski stolp
Temelji prvotnega Berminghamskega stolpa so eden redkih preostalih delov prvotnega gradu. Na jugozahodnem vogalu gradu ima stolp sodoben zgornji del. Ni jasno, po katerem članu družine De Bermingham je bil stolp imenovan; morda Williamu ali Walterju ali Johnu ali siru Walterju .
Arhivski stolp
Arhivski stolp na jugovzhodnem vogalu je še en izvirni del gradu. Zdaj je v njem muzej Garda.
Drugi stolpi so še: Osmerokotni stolp, Bedfordski stolp, Smodniški stolp in Corkov stolp.

## V popularni kulturi
Dublinski grad se je pojavil v številnih filmih, kot so Barry Lyndon, Michael Collins, Ljubljena Jane in Medaljon ter televizijska serija Tudorji, kjer je dvojnik Apostolski palači v Vatikanu.
Na Dublinskem gradu je vsak konec tedna v maju festival Heineken Green Energy. 
Del gradu je na naslovnici Jandekovega albuma Khartoum Variations.